# Грб Скопља
Грб Града Скопља званични је симбол овог града још од његовог усвајања средином 30-их година 20. века. Од тада, грб је доживео одређене измене, али сви симболи грба углавном остали су на месту.

## Изглед
Статут Града Скопља грб описује на следећи начин:
| „ | Грб Града Скопља има форму штита, чија горња страна има изглед полукруга окренутог ка унутра; леви и десни горњи углови формирају две косе линије, док су доње стране лукови заобљени ка споља, који се завршавају на средини у доњој оси. На штиту се налазе Камени мост на реци Вардар, тврђава Кале и снежни врхови Шар Планине. | ” |

Овај опис грба веома је нехералдички.

## Историја
Скопље је све до краја Балканских ратова било у саставу Османског царства, муслиманске државе која није познавала хералдику. Стога, сам град није ни имао грб. Након Балканских ратова, Скопље постаје део Краљевине Србије, а касније и Краљевине Југославије.
Први познати предлог за грб Скопља настао је 1928. године од стране извесног Ђ. Бутулића. То ће уједно и постати основа за данашњи грб Скопља, јер се већина елеманата са данашњег грба већ налази на овом предлогу. Међутим, овај предлог никако није био у духу хералдике.
Не зна се тачно када је усвојен грб Скопља, међутим, верује се да је то урађено након усвајања грба Београда, 10. децембра 1931. године. Београд је добио „први грб испод Саве и Дунава“, те се због тога сматра да је Скопље грб добило након престонице. Дана 20. октобра 1933. на једној седници, утврђено је да Скопље и даље нема свој грб.
Овај грб је откривен тек 2007. године, и то у приватној колекцији краља Александра Ујединитеља, на корицама једног албума. Ту је грб приказан заједно с грбом Југославије. Грб је готово истоветан данашњем грбу, а једина измена је та што данас мост на грбу има само два свода, а на оригиналном грбу било их је четири. Штит је био шпански и крунисан круном цара Душана.
С обзиром на то да је краљ Александар убијен 9. октобра 1934. године, сматра се да је грб усвојен у периоду између 1933. године и атентата на краља.
Тврдњу да је ово заиста био грб Скопља учврстила је чињеница да је 2013. године пронађена једна диплома Противпожарног друштва Вардарске Бановине, на којој је приказан велики грб Скопља – бели двоглави орао који на грудима носи горе описани штит!
За време бугарске окупације Скопља у 2. Светском рату, окупациона администрација града усвојила је свој грб који је користила као грб Скопља и чији елемнти су били:
| „ | Тврђава Кале, лав који вијори бугарску заставу, клас жита, планина Шар и мост на реци Вардар. Девиза под штитом била је „Блести и Благоденствува“ (сјаји и напредује). | ” |

Изглед грба није сачуван и није познато да ли је икад био у употреби.
Након Другог светског рата, Југославијом је загосподарила комунистичка власт која није пратила хералдичка правила. Стога, грб Скопља био је приказиван на разне начине – некад правилно, некад погрешно, некад без одређених елемената у штиту, а некад с превише елемената на њему.
Године 1969. у Југославији издате су поштанске марке са грбовима главних градова југословенских социјалистичких република. Маркица с грбом Скопља први пут нам показује мост са 2 свода уместо четири. Сем тога, сви остали елементи на штиту остали су исти.
Од 2006. године, Град Скопље користи верзију грба са светлијим бојама без црне тинктуре.